# Serpent dans l'Égypte antique

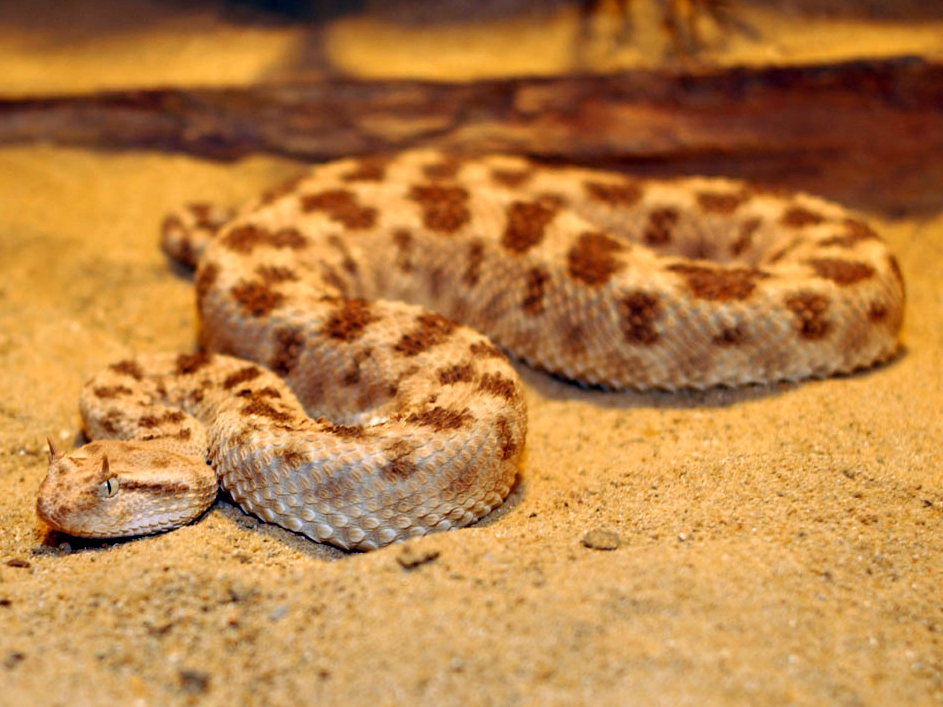
Vipère à corne

Les Égyptiens de l'Antiquité craignaient autant les serpents qu'ils en admiraient la puissance, la grâce et les mystères.

## Serpents de l'Égypte antique

Naja haje en Égypte

Dans l'Antiquité, l'Égypte était peuplée de nombreuses espèces de serpents, dont trente-six subsistent encore sur son territoire. Elles appartiennent à six familles, mais seuls les représentants de celle des Elapidae, comprenant les cobras, et de celle des Pythonidae, les pythons, étaient sacrées.
Parmi les pythons, c'est surtout le très grand python de Seba qui a inspiré les anciens Égyptiens, il était assimilé au dieu maléfique Apophis. Comme bien d'autres espèces animales, ce serpent géant a aujourd'hui disparu d’Égypte, du fait de la disparition des anciens marais et forêts-galeries inondables dans la vallée du Nil au bord du fleuve et dans le delta, qui constituaient surement son habitat privilégié. Sa présence est bien attestée dans l'Antiquité, et des exemplaires de cette espèce ont été momifiés.
L'uræus est traditionnellement identifié au cobra égyptien (Naja haje), car c'est le plus impressionnant des cobras d'Afrique du Nord et il est toujours bien présent en Égypte de nos jours. En réalité il faudrait plutôt l'assimiler à des espèces de cobras cracheurs, dont certains sont aujourd'hui éventuellement disparus du pays, comme Naja nigricollis (ou une autre espèce proche disparue), ou encore Naja nubiae qui est une espèce actuellement toujours présente en Égypte, pouvant mieux ressembler à certaines représentations de l'uræus. Ces deux espèces ont la faculté non seulement d'inoculer, mais aussi de cracher leur venin dans les yeux de leurs assaillants, ainsi que le rapportent les anciens textes concernant l'uræus, alors que Naja haje ne le peut pas. Il est probable que les anciens Égyptiens ne distinguaient pas catégoriquement les différentes espèces du genre. Les exemplaires momifiées retrouvés appartiennent bien à l'espèce Naja haje, probablement la moins difficile à élever dans l'Antiquité.
Beaucoup plus dangereux et imprévisibles que les cobras sont les petites vipères d'Égypte qui vivent à la frange du désert, dans les grottes et les tombes (les archéologues en savent quelque chose). La plus célèbre est la vipère cornue, Cerastes cerastes qui a prêté sa silhouette caractéristique à l'unilitère f, dentale sifflante comme son modèle. Ses proches parents sont Cerastes vipera et le terrible Echis pyramidum.

## Symbolique
Les serpents occupaient une place éminente dans la pensée religieuse des anciens Égyptiens.

### L'animal terrifiant
Pour les anciens Égyptiens, les serpents étaient des animaux terrifiants. Leur apparence unique (corps filiforme dépourvu de membres), leur discrétion (en plus d'un mimétisme avec leur milieu, les vipères peuvent rester cachées des heures dans le sable), leur attaque foudroyante, leur venin mortel duquel même les dieux n'étaient pas protégés (Rê mordu par un serpent et sauvé par Isis ou encore Geb victime du venin craché par l'uræus) et leur capacité à disparaître par la moindre anfractuosité, en font des tueurs redoutés.
Tous les petits ophidiens, dangereux ou inoffensifs comme les colubridés (couleuvres et autres), étaient pour la plupart considérés comme des « démons » malfaisants et leur image hiéroglyphique, depuis les textes des pyramides, est souvent percée de couteaux symboliques afin de les neutraliser.
Il n'est pas étonnant que le mal suprême, le monstre Apophis qui attaque chaque nuit le dieu-soleil Amon-Rê pour l'empêcher de se lever le matin, n'est autre qu'un serpent, gigantesque.
Pour protéger les défunts contre ces démons, des formules magiques – qui trouvent leur apogée au Nouvel Empire – étaient inscrites sur les parois de l'entrée des tombeaux.

### L'éternité
La mue des serpents était un événement fascinant aux yeux des anciens Égyptiens. En effet, lors de sa croissance, le serpent, à l'étroit dans ses écailles qui ne grandissent pas, doit quitter sa couche externe à plusieurs reprises. Les Égyptiens, voyant un serpent affaibli (l'activité des serpents se réduit considérablement avant la mue) quitter sa vieille peau pour « renaître » à la jeunesse (après la mue, les écailles sont luisantes), ne pouvaient que l'assimiler aux symboles de renouveau, de renaissance (d'où l'importance de ces reptiles dans les textes funéraires).

## Serpent dans la mythologie
De nombreuses déesses peuvent paraître sous forme d'un cobra irrité (uræus) (d'ailleurs, son nom est du féminin en ancien égyptien), à savoir : 
- Ouadjet, « la Verte », tutélaire de la couronne rouge de Basse-Égypte ;
- l'uræus, incarnation de l'œil de Rê, protectrice des dieux et du roi, celle qui se dresse pour leur défense ;
- Oupset, « la Brûlante », déesse flamme vénérée à Philæ, forme particulière de Tefnout ;
- Rénénoutet, serpent nourricier, déesse des moissons ;
- Mertseger, « Celle qui aime le silence », maîtresse de la nécropole thébaine.

Certains dieux pouvaient aussi prendre l'aspect d'un serpent autre que celui du cobra : 
- Atoum, également anguille ;
- Nehebkaou, le « Maître des Kaou », le serpent mythique et nourricier des morts, dieu chtonien, parfois figuré avec deux têtes de serpent ;
- Chai, dieu du destin.

Le mode de vie des serpents, grouillant dans l'eau ou se glissant dans des grottes terrestres, ondulant sur le sable et le cailloutis désertique, correspond à l'idée que les Anciens se faisaient de l'existence des êtres primordiaux. Aussi, les femelles des quatre couples préexistants d'Hermopolis sont-elles des serpents.
Apophis, enfin, énorme serpent divin, incarnant les forces primitives et chaotiques, est à identifier au gigantesque python de Seba, qui peut atteindre une longueur de six mètres et qui est capable d'attaquer et d'ingurgiter un être humain. Il a disparu d'Égypte, mais peuple encore l'Afrique au sud du Sahara.

### Divinités serpents
- Amon (dans son rôle de fertilisation de l'œuf primordial),
- Apophis,
- Bouto,
- Hetepes-Sekhous (cobra),
- Ichneumon,
- Khensit,
- Mehen,
- Mertseger (cobra),
- Nehebkaou,
- Ouadjet (cobra),
- Qerehèt (cobra),
- Rénénoutet,
- Somtous,
- Teka-her, etc.